# JN – 50 anos de Telejornalismo
JN – 50 anos de Telejornalismo é um livro lançado em agosto de 2019 em comemoração aos cinquenta anos do Jornal Nacional. A obra explora os bastidores, a evolução editorial e tecnológica, e os momentos mais marcantes da trajetória do programa desde sua estreia em 1969. Com depoimentos de 118 profissionais e ex-profissionais, entre eles William Bonner, Cid Moreira, Sérgio Chapelin, Fátima Bernardes e Renata Vasconcellos relatam como é feito o telejornal.